# Kittacincla
Kittacincla – rodzaj ptaków z podrodziny muchołówek (Muscicapinae) w obrębie rodziny muchołówkowatych (Muscicapidae).

## Występowanie
Rodzaj obejmuje gatunki występujące w Azji Południowej i Południowo-Wschodniej.

## Morfologia
Długość ciała 17–28 cm, masa ciała 31–42 g.

## Systematyka
Rodzaj zdefiniował w 1836 roku angielski zoolog John Gould w artykule poświęconym nowemu rodzajowi ptaków opublikowanym w czasopiśmie Proceedings of the Zoological Society of London. Gatunkiem typowym jest (oryginalne oznaczenie) sroczek białorzytny (K. malabarica).

### Etymologia
Kittacincla: gr. κιττα kitta ‘sroka’; nowołacińskie cinclus ‘drozd’, od gr. κιγκλος kinklos ‘mały, machający ogonem przybrzeżny ptak’.

### Podział systematyczny
Do rodzaju należą następujące gatunki:
- Kittacincla luzoniensis (von Kittlitz, 1832) – sroczek białobrewy
- Kittacincla superciliaris Bourns & Worcester, 1894 – sroczek czarnoskrzydły
- Kittacincla nigra Sharpe, 1877  – sroczek filipiński
- Kittacincla cebuensis Steere, 1890 – sroczek czarny
- Kittacincla malabarica (Scopoli, 1786) – sroczek białorzytny